# カエンタケ
カエンタケ（火炎茸・火焔茸、学名: Trichoderma cornu-damae）は、ボタンタケ目ボタンタケ科トリコデルマ属に属する子嚢菌の1種。
中型から大型で、名の通り燃え盛る炎（火炎）のような形と色をしている。触れるのも危険なほど極めて強力な毒を持つ毒キノコである。

## 形態
子実体は傘や柄がない真性の子座の形態をとり、赤色の棍棒状（円柱形）で先端が丸いかやや尖る。基部付近における径10 - 15 ミリメートル (mm) 程度、各分枝の径は3 - 7 mm程度、子実体全体の高さは3 - 13センチメートル (cm) になる。単一もしくは基部から2 - 3本ないし10数本程度に分岐することがあり、地表近くで枝分かれして手の指のような形になったり、あるいは上方で分岐して厚みに富んだトサカ状になる。表面は肉眼的には平滑、ほぼ全体がオレンジ色を帯びた鮮赤色でつやがある。のちには退色して、やや黒ずんだ赤紫色になる。基部は淡黄色、または上部と同色。肉はやや硬くてもろく、乾けばコルク質となり、内部組織は白色で中身が詰まっており、空気に触れても変色しない。キノコの基部以外のほぼ全面に、子嚢殻とよばれる胞子をつくる器官が埋没するが、不稔部分との境界は不明瞭である。
子嚢殻は広楕円形で、子実体の表面にはほとんど突出せず目立たない。子嚢は円筒形で先端はやや平ら（載頭状）となり、8個の子嚢胞子を1列に生じるが、成熟時には子嚢内部で分裂して16個の二次胞子 (part spore; secondary spore) になる。側糸は認められない。二次胞子はほとんど無色あるいはかすかに淡黄褐色を呈し、大きさは4 - 6.5 × 4 - 4.5マイクロメートル (μm) 、一端が平らな広楕円形ないし卵形、平らな面以外の表面は比較的粗いイボに覆われる。子実体の組織外層は厚さ50マイクロメートル (μm) 程度で、多角形で赤橙色を呈する細胞群で構成されている。子座の内部組織は、無色で壁が薄い菌糸で構成された絡み合い菌組織をなしている。
無性世代はグリオクラディウム・ウィレンス型 (Gliocladium virens-type) で、フィアライドは先端が細まったアンプル状をなし、主幹菌糸から分岐した短い側枝状菌糸の先端部に密集して形成される。分生子は類球形・薄壁でほとんど平滑またはかすかに粗面、一端がやや平ら（載頭状）となり、淡緑色を呈する。ただし、分生子の色調は培養開始から長時間を経過すると次第に淡色となり、1年ほど培養したものではほぼ無色になるという。また、培養下での厚壁胞子の形成は認められない。

## 生態
腐生菌（腐生性、腐朽菌）。初夏から秋にかけ、雑木林やブナ・ミズナラ林など、広葉樹の立ち枯れ木の根際や倒木、その周辺の地上に群生、または単生する。なかば地中に埋もれた倒木などから発生する。公園や学校の校庭の木野も生えることがある。カシノナガキクイムシとそれが媒介するナラ菌によって、樹勢が衰えたミズナラやコナラなどの大木の周囲の地面から生じることが多い。
立ち枯れ木の周囲に発生する場合、子実体の基部は、地中に走る樹木の枯れた太い根につながっている。分類学的位置から考えて、腐朽した木材を栄養源とするのではなく、木材の中に生息している他の菌の菌糸から栄養を得ている可能性がある（後述）。

## 分布
日本、中国、ジャワ島、東南アジアなどに産する。中央アメリカ（コスタリカ）からも極めて近い種（あるいは同一種）が報告されている。2019年、オーストラリアでも発見された。暖かい地方の菌類で、かつては温帯域では珍しかった。
特にナラ枯れが発生している地域で多発する傾向がある。日本国内では、カシノナガキクイムシによるブナ科の樹木の枯死例（いわゆる「ナラ枯れ」）が増大。それに伴ってカエンタケの発生地域が広がっているという指摘がある。ただし、カシノナガキクイムシが、カエンタケを直接的に伝播しているものではない。

## 毒性
キノコの中では唯一触れるだけでも有害な毒キノコとされる。致死量はわずか3グラム（子実体の生重量）程度と、毒キノコの中でも極めて強力で、口に入れた場合は胃腸障害や多臓器不全（腎不全、肝不全）のち脳障害が現れ、最悪の場合は死に至る 。日本では6例ほどの中毒事例が報告され、計10名の中毒患者が出ており、そのうち2名は死亡している。また、皮膚刺激性の毒を持つことが報告されており、触ると皮膚がただれたりするといわれる。しかし、接触についての野外での被害の実例はなく、現在は研究中である。そもそも毒の主成分であるマイコトリコテセンの皮膚への浸潤自体がかなり鈍いものであり、触れて直ちにびらんを発症するとは考えにくい。2024年には強い毒性を有する本種を餌として成長するキノコバエ(Rymosia placida Winnertz, 1863)が報告された。

### 症状
摂取後30分ほどで消化器系から神経系の症状が現れ、悪寒、腹痛、嘔吐、水様性下痢、頭痛、めまいや手足のしびれ、喉の渇きなどが現れる。その後、呼吸困難、言語障害、白血球と血小板の減少および造血機能障害、血圧低下、全身の皮膚のびらんや粘膜びらん、脱毛、肝不全や腎不全、呼吸器不全、循環器不全、胸痛、高熱、悪寒、口渇、眼球出血、脳障害といった多彩な症状が全身に現れ、致死率も高い 。また回復しても、小脳の萎縮や言語障害、運動障害、あるいは脱毛や皮膚の剥落などの後遺症が残ることがある。毒成分の皮膚刺激性が強いので、汁を皮膚につけただけで皮膚障害が出るといわれ、汁に触れてはいけないとされる。

### 毒成分
かび毒（マイコトキシン）として知られているトリコテセン類（ロリジンE、ベルカリンJ〈ムコノマイシンB〉、サトラトキシンHおよびそのエステル類の計6種類）が検出されている。これらの成分には皮膚刺激性もあるため、手にとって観察するだけでも皮膚炎を起こす可能性がある。またこの毒成分については未知の部分が多く、解毒剤はない。

### 歴史
文政年間の植物図鑑『本草図譜』に「大毒ありといへり」との記述があることから、古くからカエンタケによる中毒・死亡事故が発生していたと見られる。しかし、元々発生量が少ないこともあり、大半のキノコ図鑑では食毒不明、もしくは食不適として扱われていた。そのため本種が猛毒であることが知られるようになったのは、近年のことである。
2000年（平成12年）10月12日、62歳の男性が近くの山で赤色の奇妙なキノコを見つけ、本で調べたところ可食のベニナギナタタケと思い込み、油炒めにして一口食べた。実際には猛毒菌のカエンタケであり、2時間後には激しい嘔吐と下痢を起こし、脱水症状やショック症状も出て入院し、さらに白血球や赤血球の減少、頭部の脱毛、口内粘膜のびらんなど、さまざまな症状で苦しんだ。1か月に及ぶ治療の末、ようやく回復することができた。

## 類似種
食用のベニナギナタタケや薬用キノコのサナギタケ（冬虫夏草の一種）に似ている。カエンタケを冬虫夏草や薬用キノコと間違えて、それを浸した酒を飲んだり、直接食べて死亡した事故も起こっている。
ツノタケ (Trichoderma alutaceum) は、子実体がクリーム色ないし淡黄褐色を呈する。また、エゾシロボウスタケ (Hypocrea gigantea (S.Imai) Chambr.) はより大形で、全体が灰白色を呈する。さらに、日本からはH. daisenense (Doi et Uchiyama) Chamb.やH. cordyceps (Penz. & Sacc.) Chambr.（ともに和名なし）などが知られている。
ベニナギナタタケ (Clavulinopsis miyabeana) は、子実体が細い棒状で肉質がやわらかく、ほとんど無味なのに対し、カエンタケは大型で太く、硬い肉質で折れやすく、内部組織は白くて詰まっている点で異なる。冬虫夏草の類では、その子実体の基部が、種々の昆虫やクモ類の虫体、あるいは地下生の子嚢菌（ツチダンゴ属）の子実体などに連結するため、地中部まで丁寧に掘り上げれば誤認することは少ない。

## 分類学的位置について
上述した類似種とともに、従来はツノタケ属 (Podostroma) に置かれていたが、子実体が立ち上がるという点以外で区別ができず、これは系統を反映しない特徴であるとして、ボタンタケ属(Hypocrea) に統合された。ボタンタケ属のキノコの多くは枯れ木上に発生するが、実は枯れ木の内部に存在する他のキノコの菌糸から栄養分を奪って生育する菌寄生菌であるという。また、明確に他の菌の子実体上に発生する種類としてキヌガサヤドリタケが知られており、カエンタケおよびその類似種も、実は木材腐朽菌ではなく、他の菌の菌糸から栄養を得ているのではないかと考えられている。なお2013年以降、無性世代と有性世代で統一した学名を用いることになり、先名権の原則通りトリコデルマ属へ移されることになった。